# Ovaşeyhler, Eflani
Ovaşeyhler là một xã thuộc huyện Eflani, tỉnh Karabük, Thổ Nhĩ Kỳ. Dân số thời điểm năm 2010 là 220 người.